# Les Taiseux
Les Taiseux est un récit autobiographique de Jean-Louis Ezine publié le 1er octobre 2009 aux éditions Gallimard. Cet ouvrage a reçu le prix Maurice-Genevoix en 2010 et le prix Octave-Mirbeau en 2011.

## Résumé
Jean-Louis Ezine, né Bunel, refuse d'adresser la parole et de croiser le regard de « monsieur Ezine », son beau-père alcoolique et violent, dont il a dû prendre le nom à l'âge de trois ans lors du mariage de sa mère Jeannine Bunel. Cette jeune Normande vivant seule a eu en 1948 un enfant non reconnu par le géniteur, alors qu'elle travaillait comme servante dans différents établissements hôteliers du pays d'Auge, dont le château des Béquettes à Houlgate. Grandissant à Lisieux, Jean-Louis Ezine s'évade dans ses lectures et surtout dans ses rêveries alimentées par les indices que sa mère, jouant d'une complicité muette entre eux, lui distille petit à petit sur son vrai père — une boucle de cheveux d'enfant, un mouchoir brodé au nom de Jean-Louis Bunel, des cartes postales, une casquette aux insignes ailées. Encore enfant, il surprend lors d'une conversation entre ses grands-parents maternels le nom de son vrai père : Robert Demaine. Cependant, alors qu'il finit sa communale, sa mère est internée à Caen dans une institution de santé mentale. Jean-Louis Ezine, grâce à l'action de son instituteur et de son directeur d'école, est placé en internat dans un collège où il peut continuer ses études. Elle lui a toutefois laissé son portefeuille contenant les derniers indices de sa petite enfance, des photos où il est réuni avec son père, un grand homme aux yeux bleus comme les siens.
Son adolescence, toujours faite d'échappées imaginaires, se concentre sur la découverte de la course à pied, sport où sa persévérance et ses qualités — remarquées par César Ruminski dans le stade de Lisieux — vont bientôt lui permettre de remporter des courses départementales et de voir son nom et sa photo imprimés le lundi dans Paris Normandie, lancés comme des bouteilles à la mer vers son père, ainsi lui « donna[nt] au moins des nouvelles de [s]es dimanches ». Alors qu'il va rendre visite à sa mère, toujours hospitalisée ponctuellement dans diverses institutions normandes, Jean-Louis Ezine découvre à seize ans, au cours de la première conversation qu'il ait à ce sujet avec elle, que son père n'est pas l'aviateur rêvé mais un conducteur d'autocars des Courriers normands, un homme marié et coureur, lui, de jupons, qui aurait eu un certain rôle dans la Résistance. Sa mère n'a cessé d'attendre cet homme charismatique qui lui rendait visite de temps à autre en sautant les balustrades, jusqu'au jour, vers 1950, où il les abandonna tous les deux, officiellement pour des questions d'honneur vis-à-vis de son épouse légitime.
Au mitan des années 1970, alors qu'il commence sa carrière comme journaliste et critique littéraire, Jean-Louis Ezine décide de retourner à Houlgate sur les traces de son père. Il pense lui écrire avant de l'aborder avec douceur mais ne peut s'empêcher finalement de lui jeter à la figure leur filiation. Robert Demaine, stoïque et navré, n'a pour toute réponse que « en voilà une vieille histoire ! ». Jean-Louis Ezine s'en va et dans les jours qui suivent réfléchit au moyen de se rattraper quand un courrier de sa mère, contenant une coupure de presse, lui annonce la mort accidentelle de son père sur une route la nuit de Noël, le laissant dans la conjecture des symboles, entre peine et regrets. Jeannine Bunel fréquente le cimetière où est enterré Robert Demaine et écarte de sa pensée les ragots disant que lors des obsèques, à l'appel de la veuve par le curé, deux femmes ne se connaissant pas s'étaient levées en même temps. Elle décide de se consacrer à la mémoire de Robert, d'autant plus facilement que le vieux Ezine est désormais mort. Jusqu'au soir où l'on annonce à Jean-Louis Ezine, durant la période de Noël, que le corps de sa mère a été retrouvé dans l'étang Sainte-Marie près d'Agneaux, ses chaussures rangées sur le bord.
Jean-Louis Ezine, désormais délié des légendes entourant son père, constatera la nature de celui-ci, celle d'un grand séducteur qui eut plusieurs ménages. Seule consolation, sa mère n'en a rien su et a même connu Gustave et Louise Demaine, les parents de Robert. Au côté de Jean Ristat, auprès de la dépouille de Louis Aragon qu'ils veillent tous deux le soir du 24 décembre 1982, Jean-Louis Ezine décide de rompre symboliquement le fil qui l'unit encore à son père. Une nuit de décembre 1999, le passage de la tempête Lothar – l'aînée des tempêtes du siècle ayant dévasté le nord de la France – agit comme une secousse sur Jean-Louis Ezine qui s'inquiète de l'état des arbres sur une route chère de son enfance. Se précipitant en Normandie, il constate que les pins maritimes de la route de la butte de Caumont ont résisté, que la mémoire de sa colline d'Houlgate est toujours là. Il décide d'aller sonner à la porte de la maison paternelle vingt-trois ans plus tard et fait alors la connaissance de quatre de ses demi-frères et sœurs. Retrouvant les traces des différents passés de Robert Demaine, il découvre que celui-ci eut sept compagnes et onze enfants en Normandie, nul ne se connaissant ; lui-même étant le numéro cinq de la troisième femme. À part les « interludes », les deux familles principales de Robert Demaine dataient d'avant et d'après-guerre ; la première épouse et ses quatre enfants ayant été délaissée pour la seconde famille en construction à Houlgate après 1950. Si la seconde famille vit dans le culte d'un grand homme, la première famille à laquelle Jean-Louis Ezine rend visite à Blonville-sur-Mer n'est que ressentiment et amertume. Il découvre petit à petit le caractère suicidaire et mythomane de son père (qui ne fut probablement qu'un Résistant sur papier, bien qu'il combattit ensuite en Allemagne en 1945) et surtout, au fil des états-civils, apprend son histoire personnelle difficile : Robert, né en novembre 1917 en même temps que son jumeau Louis — mort le lendemain —, n'est pas lui-même le fils biologique de Gustave Demaine, prisonnier en Allemagne durant la Première Guerre mondiale de septembre 1914 à janvier 1919. Trois hypothèses sur la paternité réelle de « Robert le Maudit » sont avancées et désignent soit : Charles Bictel, un adolescent mort au front, champion amateur de course à pied, dont le jeune frère s'était ensuite occupé à distance de Louise et son fils Robert ; Lothar Unbekannt, un prisonnier allemand, géant aux yeux bleus, affecté en 1916 aux terrassements en Normandie et mort de la grippe espagnole deux ans plus tard ; enfin un capitaine d'artillerie britannique, le major Robert Eric Mortimer Wheeler (le futur archéologue écossais) qui résidait en 1917 à la « Marie-Antoinette », une demeure hôtelière cossue de Cabourg où Louise Demaine était employée — Jean-Louis Ezine se plaisant à l'interprétation des différents symboles pour confronter les pistes sans les départager.

## Réception critique
Jean-Claude Raspiengeas dans La Croix juge que ce récit écrit dans une « langue admirable et sûre » est « poignant comme un sanglot d'enfant » ; un récit pour lequel la critique, en général, considère que l'auteur ne tombe pas dans le pathos, ou la confession « sordide ». Sur la même ligne Olivia de Lamberterie, pour ELLE, considère que « tout est infiniment romanesque dans ce récit où tout est vrai », raconté avec « élégance [...] sans plainte ni acrimonie » suscitant « émotion mais aussi admiration » pour son auteur. Franz-Olivier Giesbert estime que ce livre de Jean-Louis Ezine, qui jusqu'alors a fait profession de sa plume en tant que critique, est l'œuvre littéraire, « le grand livre [...] dont on sait que [certains] gens portent en eux » soulignant également qu'il s'agit d'« un beau récit qui remue et secoue ». Plus qu'un livre sur « le père », Giesbert suggère qu'il s'agit là du « Livre de [s]a mère », pour laquelle l'auteur « a érigé une statue, ainsi qu'au silence, principal compagnon de cette femme ».

## Éditions
- Éditions Gallimard, 2009,  (ISBN 978-2-07-012652-1)
- Éditions Gallimard, coll. « Folio » no 5176, 2011,  (ISBN 978-2-07-044024-5)